# Повреда леђа
Повреде леђа настају као последица оштећења, хабања или трауме костију, мишића или других ткива подручја леђа. Свака повреда костију, зглобова, везивног ткива, мишића или нерава леђа може изазвати бол и нелагодност. Повреде могу утицати на било који део леђа, али већина повреда се дешава у доњем делу леђа. Уобичајене повреде леђа укључују угануће и истегнуће, хернију диска и прелом пршљенова. Лумбална кичма је често место болова у леђима.Због своје флексибилности и количине телесне тежине коју непрестано носи   ово подручје је често подложно повредама. Процењује се да бол у доњем делу леђа може да утиче на чак 80 до 90% опште популације у Сједињеним Америчким Државама. Повреде се међусобно разликују по озбиљности у зависности од узрока повреде и штете која је настала.

## Епидемиологија
Две старосне групе са највећом стопом повреда кичменог стуба су оне узраста 15–29 и старости 65 и више година.
Процењује се да се 50% повреда кичме приписује несрећама моторних возила.
Иако већина прелома пршљенова остаје недијагностикована, процењује се да годишњи трошкови у вези са лечењем прелома пршљенова у САД износе милијарду долара.
Симптоматске дискус херније су најчешће између 30-50 година. Док су у 95% случајева херније дискова дијагностикованих код пацијената од 25 до 55 година локализоване су пределу лумбалне кичме.
Процењује се да је до 15. године 26-50% деце пати од акутног или хроничног бола у леђима.

## Етиологија
Многе повреде леђа имају сличне узроке. 
Натегнућа и уганућа мишића леђа могу бити узроковани неправилним покретима при подизању тешких терета, прекомерном употребом мишића, изненадним снажним покретима или директном траумом.
Хернија међупршљенског диска је повезана са дегенерацијом у вези са годинама, траумом као што је пад или саобраћајна несрећа, и савијањем или увртањем при подизању тешких тегова. 
Уобичајени узроци прелома пршљенова укључују трауму од директног ударца, силу компресије која доводи до неправилног или прекомерног аксијалног оптерећења и хипер-флексије или хипер-екстензије. Преломи пршљенова код деце или старијих особа могу бити повезани са развојем или здрављем њихове кичме. Најчешћи прелом пршљенова код деце је спондилолиза која може напредовати до спондилолистезе.  Незрели скелет садржи плоче раста које још нису потпуно окоштале у јачу зрелу кост.  Фрактуре пршљенова код старијих особа су погоршане слабљењем скелета које је повезано са остеопорозом.

## Класификација

### Повреде мишића и меких ткива
Повреде мишића и меких ткива могу се класификовати коришћењем система степеновања.
- Напрезање мишића 1. степена је најмање озбиљно са оштећењем неколико мишићних влакана и малим губитком функције ако уопште има.
- Напрезање мишића 2. степена указује на благу до умерену повреду са значајним оштећењем ткива и извесним губитком функције или снаге.
- Напрезање мишића 3. степена је најтежа степен повреде при чему је мишић или потпуно поцепан или доживљава потпуни губитак функције.[14]

### Повреда кичме
Повреде кичмени стуба или пршљенова могу се класификовати коришћењем АО система класификације повреда кичме.  АО систем има три категорије - А, Б и Ц - засниване на локацији оштећења на пршљеновима (било на предњем или задњем сегменту) и према правцу примењене штетне силе.
- Повреде типа А су оне повезане са компресијском силом са оштећењем тела пршљенова.
- Повреде типа Б су оне повезане са силом дистракције која доводи до структурног оштећења задњих компоненти кичменог стуба.
- Повреде типа Ц су оне повезане са оштећењем и предњег и задњег дела кичменог стуба што доводи до померања одвојених сегмената у било ком правцу.[16][15]

Овај систем класификације се може користити за класификацију повреда цервикалног, тораколумбалног и сакралног региона кичменог стуба.

### Хернија међупршљенског диска.
Хернија диска се може оценити на основу величине и локације херније као што се види на МРИ.
Величина
Величина херније је у којој мери она штрчи у вертебрални форамен. МСУ класификација за дискус херније користи близину диска до фасетног зглоба када мери величину диск херније. Користећи МСУ класификацију, оцена од 1, 2 или 3 може се користити да се опише величина херније диска, при чему је 1 најмање тешка, а 3 најтежа форма.
Локација
Локација херније се такође може описати коришћењем МСУ класификације за дискус херније,  кој се првенствено користи за класификацију хернираних дискова у лумбалној кичми. Ова класификација описује колико је избочина диска удаљена од средње линије користећи степен А, Б или Ц.
- Степен А описује хернију на средњој линији.
- Степен  Ц описује  најлатералнију хернију, која штрчи у интервертебрални форамен (кроз који пролазе кичмени нерви).
- Степена Б хернираније диска налази се између степена А и Ц, користећи фасетни зглоб као оријентир за бочну границу.

## Клиничка слика
Бол у доњем делу леђа као комбинација следећих симптома
- туп и интензиван бол

- бол који се шири низ ноге и стопала

- бол који се погоршава након дужег седења

- бол који се осећа боље при промени положаја

- бол који се погоршава након буђења

Бол који остаје у доњем делу леђа (аксијални бол) се обично описује као туп и јак. Ова врста бола може бити праћена благим или тешким грчевима мишића, ограниченом покретљивошћу, боловима у куковима и карлици.
Бол који се шири низ ноге и стопала
Понекад бол у доњем делу леђа укључује оштар осећај печења и/или утрнулост која се креће низ бутине, потколенице и стопала.Ово стање се назива ишијас. Ишијас је узрокован иритацијом ишијадичног нерва и обично се осећа само на једној страни тела.
Бол који се погоршава након дужег седења
Сједење врши притисак на дискове, узрокујући да се бол у доњем дијелу леђа погоршава након дужег седења. Ходање и истезање могу брзо ублажити бол у доњем делу леђа, али повратак у седећи положај може изазвати повратак симптома.
Бол при промени положаја
У зависности од основног узрока бола, неки положаји ће бити удобнији од других. На пример, са стенозом кичме, нормално ходање може бити тешко и болно, али нагињање напред на нешто, као што је колица за куповину, може смањити бол. Начин на који се симптоми мењају са променом положаја може помоћи у идентификацији извора бола.
Бол након буђења
Многи пацијенти са болом у доњем делу леђа пријављују симптоме који су гори ујутру. Међутим, након устајања и кретања, симптоми се смањују. Јутарњи бол у доњем делу леђа је узрокован укоченошћу изазваном дугим периодима одмора, смањеним протоком крви током спавања и евентуално квалитетом душека и јастука који се користе.
Други узроци
Постоје и други начини на које људи доживљавају бол у доњем делу леђа. Бол у доњем делу леђа варира на индивидуалном нивоу, а многи фактори утичу на искуство бола, укључујући ментално и емоционално здравље, финансијски стрес или нивое вежбања и активности.

## Дијагноза
Дијагноза повреде леђа почиње физичким прегледом и детаљном анамнезом. На овај начин се могу дијагностиковати неке повреде, као што су уганућа и истегнућа или дискус хернија. Да би се потврдиле ове дијагнозе, или да би се искључиле друге повреде или патологија, може се урадити снимање повређеног региона. Рендгенски зраци се често користе за визуелизацију патологије костију и могу се применити када се сумња на фрактуру пршљенова. ЦТ скенирање даје слике веће резолуције у поређењу са рендгенским снимцима и може се користити за преглед суптилнијих прелома који би иначе могли остати неоткривени на рендгенском снимку. МРИ се обично назива златним стандардом за визуелизацију меког ткива и може се користити као помоћ у дијагностици многих повреда леђа, укључујући херније диска и неуролошке поремећаје, крварење и едем.

## Превенција
Предлози за превенцију разних повреда леђа првенствено се односе на узроке тих повреда. 
Ризик од уганућа и истегнућа леђа може се смањити избором начина живота, укључујући престанак пушења, ограничавање алкохола, одржавање здраве тежине и одржавање костију и мишића јакима уз адекватну вежбу и здраву исхрану.
Ризик од дискус херније се може смањити коришћењем одговарајућих техника приликом подизања тешких терета, престанка пушења и губитка тежине како би се смањило оптерећење које се ставља на кичму.
Преломи пршљенова могу бити тешко спречити јер су уобичајени узроци повезани са несрећама или дегенерацијом у вези са узрастом која је повезана са остеопорозом. Лечење остеопорозе фармакотерапијом, укључивање у програм за превенцију пада, јачање мишића и костију уз помоћ програма вежби са оптерећењем и усвајање програма исхране који промовише здравље костију су све опције за смањење ризика од прелома пршљенова повезаних са остеопорозом.

## Спољашње  везе
|  | Молимо Вас, обратите пажњу на важно упозорење у вези са темама из области медицине (здравља). |